# جوزيف قاولد
جوزيف قاولد هو سياسي كندي، ولد في 22 أغسطس 1911 في نيويورك في الولايات المتحدة، وتوفي في 8 مايو 1965 في تورونتو في كندا. حزبياً، نشط في الحزب الليبرالي في أونتاريو ‏. وقد انتخب عضو برلمان مقاطعة أونتاريو.